# BasictoPHP
PluriSyntax (anteriormente llamado PluriBASIC y BasictoPHP) es una poderosa variación del lenguaje de programación BASIC, y actualmente es utilizada para programación de scripts de PHP, aplicaciones de Android, Executables de Windows y otros tipos de aplicaciones.  Esta implementación de BASIC se comenzó a programar a principios del 2010. El lenguaje, aunque muy sencillo, implementa el potencial del ambiente para el cual esta compilando, pero con la sencillez del BASIC.
Por ejemplo, si PluriSyntax esta compilando un script de PHP, el codigo fuente tiene acceso a todas las funcionalidades de PHP, pero si esta compilando una aplicación de Android, el codigo puede tener acceso a todas las funcionalidades de Java. Cuando el compilador esta compilando una aplicación de escritorio usando C++, el codigo tiene acceso a las funcionalidades de c++.

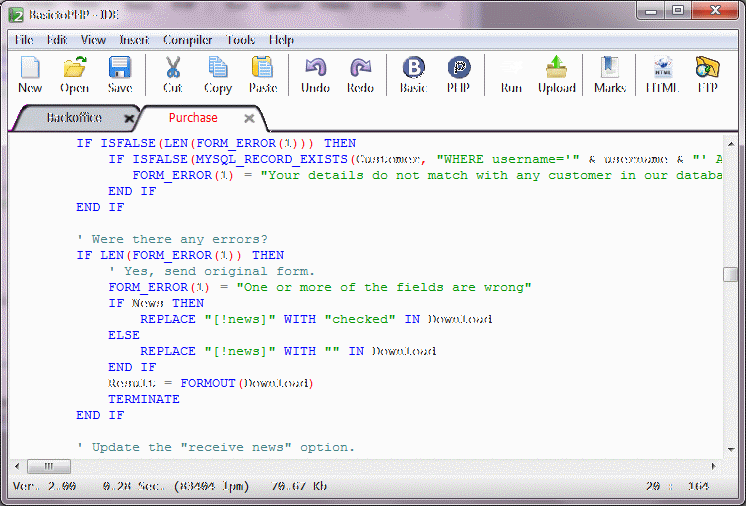
Compilador de PluriBASIC mostrando el código BASIC antes de ser convertido a PHP.

## Historia y propósito
Muchos programadores prefieren el lenguaje de programación BASIC sobre otros lenguajes de programación, tal es el caso de los desarrolladores de PluriSyntax. A principios del 2010, se comenzó a trabajar en esta implementación de BASIC, y actualmente se encuentra en su versión 6.0, y tiene soporte para sistemas operativos como:
- Windows XP hasta Windows 11.
- Android
- Linux

Ahora el compilador soporta completamente o en parte los siguientes ambientes:
- Java
- Python
- PowerBASIC
- C++
- Rust
- Javascript

Las principales razones que llevaron a sus desarrolladores a trabajar en este compilador fueron su gusto por la sintaxis de BASIC y la necesidad de centralizar codigo fuente. Para alguien que comienza con la programación, acostumbrarse al ambiente de programación de PluriSyntax es extremadamente fácil, y esto hace la curva de aprendizaje menos marcada.

PluriSyntax esta influenciado por diversas funcionalidades de lenguajes modernos, pero también se enfoca en necesidades modernas, como interacciones de REST API.

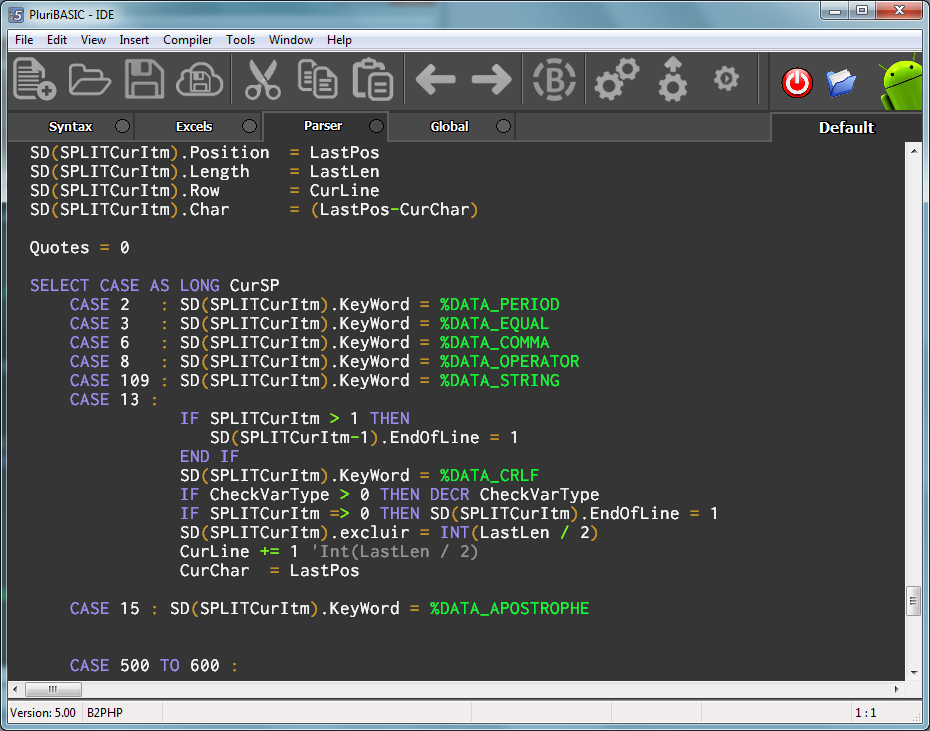
Las nuevas versiones tienen soporte para compilación de aplicaciones de Android y una interfaz personalizable.

## Implementación del lenguaje
La sintaxis del BASIC utilizada para este compilador es muy similar (por no decir idéntica) a la de PowerBASIC, aunque con las limitaciones que conlleva la conversión a otros lenguajes, como por ejemplo PHP, que es un lenguaje influenciado principalmente por C++.
Debido a dichas limitaciones, muchas funciones aún no han podido ser emuladas (y otras probablemente nunca lo serán) en PluriSyntax, por ejemplo el soporte para assembler o los punteros de variable. Los comandos GOSUB y GOTO también sufren del mismo mal, ya que el soporte de PHP para emular estos dos comandos es limitado. Sin embargo, PluriSyntax no tiene ningún problema en compilar estos comandos para objetivos como c++ p PowerBASIC.
Algunas funciones especialmente útiles son el uso de macros, los cuales son una versión moderna de comandos de legado como DEF FN. Además, todas las plataformas soportadas incluyen funciones nativas para el acceso a bases de datos de una manera sencilla, utilizando tipos de dato definidos por el usuario.
Aunque algunas de las plataformas soportadas no permiten algunas de las funciones ofrecidas por PluriSyntax, este las ofrece. Por ejemplo, Java no permite parámetros opcionales, sin embargo PluriSyntax permite usar parámetros opcionales en los módulos, los cuales son después compilados para Java.